# Receptor (beisebol)

A posição do receptor

Receptor (C), ou catcher, é uma posição no beisebol. O receptor agacha-se atrás da home plate e recebe a bola do arremessador. No sistema numérico usado para registrar jogadas defensivas, o receptor é apontado o número 2.
Posicionado atrás da home plate (pela regra, o receptor é o único jogador permitido a ficar no território de falta quando um arremesso é lançado), o receptor pode ver o campo inteiro, e portanto está na melhor posição para dirigir e liderar os outros jogadores num lance. O receptor tipicamente chama os arremessos por meio de sinais com as mãos, e por isso necessita ter consciência tanto das mecânicas e pontos fortes do arremessador como das fraquezas do rebatedor. Além do mais, por causa da função do receptor de pegar arremessos que muitas vezes vêm em velocidades excedendo 90 milhas (144 quilômetros) por hora, o receptor usa um equipamento protetor que inclui uma máscara, protetor de peito, caneleiras e uma luva extra grossa. Como a posição necessariamente implica uma compreensão abrangente dos elementos estratégicos do jogo, o “consórcio” de receptores produz um número desproporcional de treinadores da Major League, incluindo exemplos proeminentes como Mike Scioscia, Joe Torre e Joe Girardi.
Os receptores praticamente sempre lançam com sua mão direita. Visto que a maior parte dos rebatedores são destros e assim ficam no lado esquerdo da plate, um receptor que lança com a mão esquerda muitas vezes teria de evitar esses rebatedores canhotos da maior parte de seus lançamentos detrás da plate. Assim, jogadores que lançam com a esquerda raramente jogam como receptor. Só houve 11 receptores canhotos nas ligas maiores desde 1902, e Jack Clements, que jogou durante dezessete anos no fim do século 19, é o único homem na história do beisebol a jogar mais de trezentos jogos como receptor canhoto. Contudo, alguns observadores, incluindo o afamado estatístico Bill James, sugeriram que a verdadeira razão de não haver nenhum receptor canhoto seja porque canhotos com um braço de lançamento forte quase sempre são convertidos em arremessadores na juventude.
As jogadas críticas de defesa do receptor, além de “gerenciar” o arremessador chamando e pegando os arremessos, incluem:
- 1. Prevenir bolas passadas e wild pitches. Embora o arremessador tenha a responsabilidade de não lançar arremessos erráticos, os receptores devem ter mobilidade bastante para defender a bola passada ou wild pitch apropriadamente para impedir corredores de tomar até mais bases.

- 2. Defender pop-ups muitas vezes batidas em ângulos não-usuais.

- 3. Defender rebatidas fracas de bola rasteira (inclusive bunts) em frente da plate para lançá-los a uma base para concluir um ground out ou uma jogada de escolha do defensor. O receptor deve evitar atingir o batedor/corredor na maior parte das circunstâncias.

- 4. Cobrir a home plate em qualquer jogada na qual um corredor tenta anotar. O receptor é obrigado a tentar pegar uma bola lançada enquanto previne o corredor de chegar à plate.

- 5. Prevenir roubos de base lançando à segunda ou terceira base para permitir a um defensor interno dar o tag no corredor tentando chegar à base. Um receptor muito bom na prevenção de roubos de base tem uma baixa razão de bases roubadas por jogo contra ele. Mesmo se um grande receptor defensivo intimidar todos menos os roubadores mais eficazes, ele deixa a queimada dupla à disposição, mantendo um corredor na primeira base.

- 6. Raramente, um receptor pode fazer um lançamento de pickoff com sucesso à primeira base para surpreender um corredor desatento ou incauto. Mas mesmo a tentativa pode custar ao corredor um passo largo ou dois, que podem ser a diferença entre chegar à segunda base a salvo ou ser eliminado nela numa escolha do defensor ou queimada dupla. Isso também é chamado de “snap throw”. O receptor o fará depois de receber o arremesso.

- 7. Raramente, um receptor pode ir à primeira ou terceira base em jogadas de rundown naquelas bases.

Muito pode dar errado com qualquer falha pelo receptor. Wild pitches e bolas passadas são possíveis em qualquer momento. Uma falha no bloqueio da plate ou largar a bola lançada do campo externo numa jogada na home plate significa que, uma corrida que de outra maneira poderia não ocorrer, realmente ocorra. Num lançamento para prevenir um roubo de base, um mau lançamento poderia passar o defensor interno e permitir um avanço a outra base conforme a bola vai para o campo externo.

## Lesão

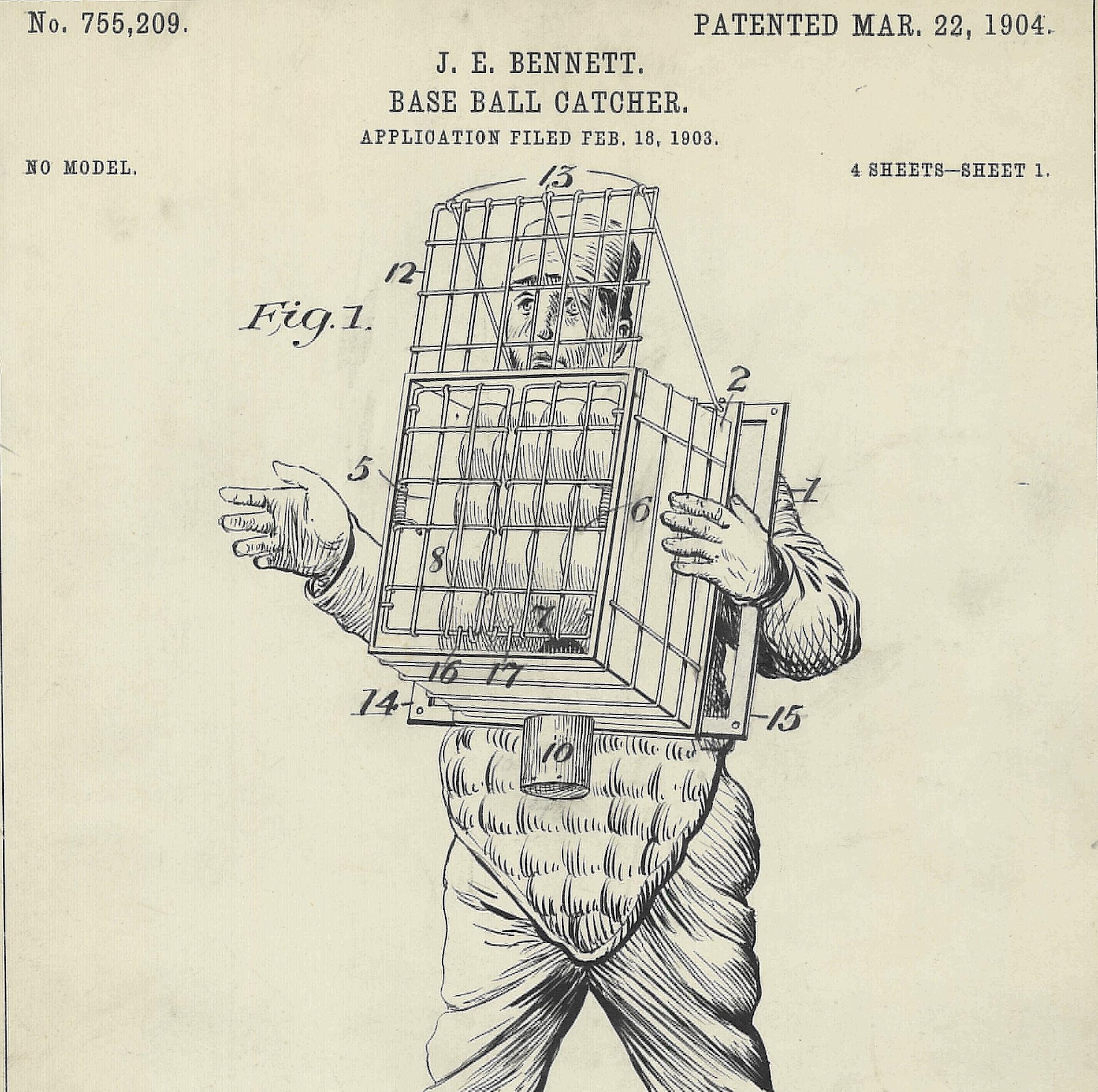
Ilustração da patente de 1904 para protetor de receptor de beisebol (Patente dos EUA 755.209)

Apesar de serem pesadamente acolchoados, os receptores rotineiramente sofrem o pior abuso físico no beisebol. O receptor tem a função fisicamente arriscada de bloquear a plate de corredores. Os receptores também são constantemente machucados e esgotados pelos arremessos, e têm um longo histórico de dores no joelho derivadas da estranha posição agachada que eles assumem. Por causa disto, os receptores têm uma reputação de serem corredores de base lentos; mesmo se eles tiverem velocidade no início de suas carreiras, a eventual cobrança empreendida nos seus joelhos a diminuirá. Alguns jogadores que começam sua carreira como receptores podem ser movidos a outras posições para preservar sua velocidade; exemplos recentes proeminentes disto incluem Craig Biggio, B.J. Surhoff e Dale Murphy.
Com poucas exceções, receptores de capacidade boa-para-ótima como rebatedores têm carreiras mais curtas do que jogadores de valor ofensivo semelhante. Mike Piazza é o único receptor com pelo menos 400 home runs na carreira, e nenhum receptor tem 3000 rebatidas na carreira. Bill James cita como um exemplo o contraste entre Johnny Bench e Reggie Jackson, que tiveram valor similar como rebatedores no auge de suas carreiras; Bench teve uma carreira cerca de cinco anos mais curta que Jackson. Quanto maior o receptor, maior o efeito tende a ser. James associa esse efeito com o agachamento.
Os receptores também têm um risco aumentado de anormalidades circulatórias na mão de recepção. Um estudo de jogadores de ligas menores mostrou que, de 36 jogadores em várias posições, todos os 9 receptores tiveram dor na mão durante um jogo e vários tiveram dor crônica na mão de recepção. Os resultados de pegar arremessos de alta velocidade constantemente causam ao dedo indicador na mão da luva se inche a duas vezes o tamanho do outro em alguns casos. Testes de ultra-sonografia e pressão sanguínea mostraram o fluxo de sangue alterado na mão da luva de cinco dos receptores, uma proporção mais alta do que outras posições do beisebol no estudo.
Durante a temporada 2006, o receptor do San Francisco Giants Mike Matheny foi para a lista de lesionados depois de uma série de foul tips acertadas na sua máscara, resultando numa séria concussão. Em 1 de fevereiro de 2007, Matheny anunciou sua aposentadoria do beisebol devido aos seus sintomas contínuos de síndrome pós-concussão.

## Estilo defensivo
Para bloquear bolas dos arremessadores lançadas quicando para o receptor, ou “in the dirt”, eles deslizarão de joelhos nela. Este processo é muitas vezes difícil, dependendo de que velocidade a bola viaja.

## Equipamento

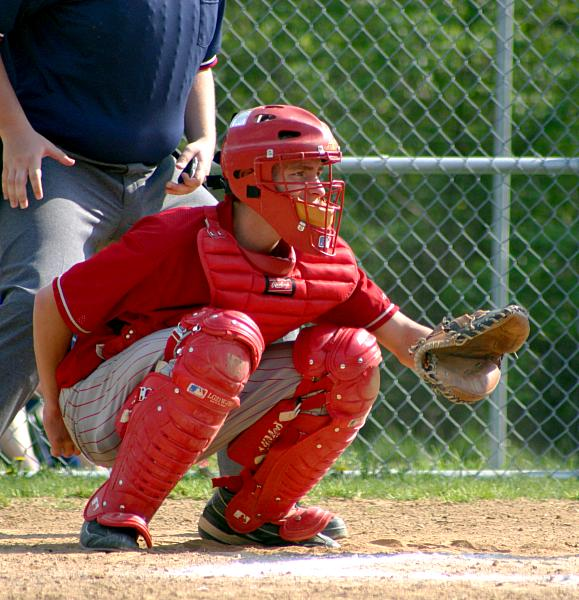
Um receptor se prepara para receber o arremesso.

Os receptores os seguintes equipamentos para ajudar a prevenir machucados enquanto estão atrás da plate:
- Máscara – para proteger sua cabeça.
- Luva – os receptores usam uma luva grossa especial para diminuir o impacto da bola na sua mão.
- Caneleiras – para proteger suas pernas do impacto de uma bola que ele não consiga pegar; também chamadas de “protetores de travas” (spike protectors), usadas para prevenir lesões de corredores de base avançando à home com as travas levantadas.
- Protetor de peito – semelhante a um colete a prova de balas policial, esta peça protege o peitoral do receptor do impacto de um arremesso de ele falhar em pegá-lo ou pará-lo.
- Suporte atlético – usado por receptores para proteger contra bolas desgarradas em direção à área da virilha.

Adicionalmente, alguns receptores escolhem usar os seguintes equipamentos opcionais:
- Joelheiras – acolchoamentos especiais que são cômodas para o receptor descansar os joelhos quando na posição agachada; elas também fornecem suporte de ligamentos do joelho que podem estender-se e quebrar dentro de algum tempo.

- Luva protetora interior – uma luva que é usada dentro da principal com o propósito de absorver o choque da bola arremessada.

Considerando o castigo físico sofrido freqüentemente pelos receptores, o equipamento associado com a posição é às vezes chamado de “as ferramentas da ignorância”.